# Prix du Gouverneur général
Les prix du Gouverneur général sont une collection de prix annuels présentés par le gouverneur général du Canada, reconnaissant la distinction dans de nombreux domaines littéraires, artistiques et sociaux.

## Prix littéraires du Gouverneur général
Les prix littéraires du Gouverneur général récompensent les meilleures œuvres de littérature canadienne de l'année. Régis par le Conseil des arts du Canada, ils sont considérés comme parmi les plus prestigieux prix littéraires du pays.
Fondés en 1936 et distribués pour la première fois en 1937, les prix sont actuellement accordés pour des œuvres en français et en anglais dans sept catégories, :
- Prix du Gouverneur général : romans et nouvelles de langue française
- Prix du Gouverneur général : études et essais de langue française
- Prix du Gouverneur général : théâtre de langue française
- Prix du Gouverneur général : poésie de langue française
- Prix du Gouverneur général : littérature jeunesse de langue française - texte
- Prix du Gouverneur général : littérature jeunesse de langue française - illustration
- Prix du Gouverneur général : traduction du français vers l'anglais
- Prix du Gouverneur général : romans et nouvelles de langue anglaise
- Prix du Gouverneur général : études et essais de langue anglaise
- Prix du Gouverneur général : théâtre de langue anglaise
- Prix du Gouverneur général : poésie de langue anglaise
- Prix du Gouverneur général : littérature jeunesse de langue anglaise - texte
- Prix du Gouverneur général : littérature jeunesse de langue anglaise - illustration
- Prix du Gouverneur général : traduction de l'anglais vers le français

## Prix du Gouverneur général pour les arts du spectacle
Les prix du Gouverneur général pour les arts du spectacle (GGPAS) représentent la plus haute distinction accordée dans le domaine des arts du spectacle. Ils ont été lancés en 1992 par le gouverneur général Ray Hnatyshyn. Les membres fondateurs sont Radio-Canada, le Centre national des Arts, le Conseil des arts du Canada et la Conférence canadienne des arts, avec le soutien du ministère du Patrimoine canadien. Depuis 2008, l’Office national du film du Canada produit des courts métrages rendent hommage aux lauréats et lauréates des PGGAS.

## Prix du Gouverneur général en arts visuels et en arts médiatiques
Les prix du Gouverneur général en arts visuels et en arts médiatiques, ont été créés en 1999 par le gouverneur général Roméo LeBlanc et par le Conseil des arts du Canada. Le Conseil assure le financement et l’administration de ces prix, jusqu’à six prix sont remis pour des carrières artistiques remarquables.

## Prix du Gouverneur général en commémoration de l'affaire «personne»
Les prix du Gouverneur général en commémoration de l'affaire « personne » ont été créés en 1979 à l’occasion du 50e anniversaire de l'Affaire « personne », un tournant dans l’histoire des femmes au Canada. Ces prix reconnaissent des personnes qui ont contribué de manière exceptionnelle à la promotion de l'égalité entre les sexes au Canada. Les prix sont remis par le ministère des Femmes et Égalité des genres Canada,,.

## Prix d’histoire du Gouverneur général
Les prix d’histoire du Gouverneur général sont remis par la Société Histoire Canada (en) et reconnaissent des personnes et organisations, et encourager des échanges constructifs autour de la discipline historique. Depuis la création des prix, plus d’une centaine d’enseignants ont été honorés à Rideau Hall et à la Résidence du gouverneur général à la Citadelle de Québec.
Les prix comportent cinq catégories :
- Enseignement
- Recherches savantes
- Musées
- Programmes communautaires
- Médias populaires

## Médailles du Gouverneur général en architecture
Les médailles du Gouverneur général en architecture visent à reconnaître et à célébrer la qualité exceptionnelle d’œuvres récentes réalisées par des architectes canadiens. L'institut royal d'architecture du Canada administre ces prix de concert avec le Conseil des Arts du Canada, qui assume la responsabilité du processus d’évaluation et contribue financièrement à la publication sur les lauréats.

## Prix du gouverneur général pour les arts de la table
Ce prix reconnaît et célèbre ceux qui œuvrent à améliorer « la qualité, la variété et la durabilité de tous les éléments et ingrédients qui composent la table de la nation ». Ils ont été lancés en 2010 par Michaëlle Jean, gouverneure générale du Canada et Jean-Daniel Lafond.

## Prix du gouverneur général pour l’innovation
Les prix du gouverneur général pour l’innovation rendent hommage à des personnes, équipes ou organismes canadiens d’exception, pionniers et créateurs qui contribuent à la réussite de Canada, aident à façonner son avenir et inspirent la prochaine génération.

## Médaille académique du Gouverneur général

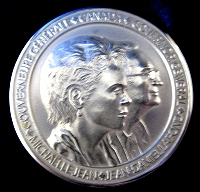
Médaille académique du Gouverneur général

Lord Dufferin, troisième gouverneur général du Canada depuis la Confédération, a créé la Médaille académique du Gouverneur général en 1873 pour promouvoir l’excellence en milieu scolaire partout au pays. La Médaille honore des élèves et des étudiants au Canada dont les succès scolaires ont été exceptionnels, octroyée à quatre niveaux différents : le bronze aux diplômés du secondaire, le bronze collégial aux diplômés du collégial, l’argent aux diplômés du premier cycle universitaire et l’or aux diplômés des deuxième et troisième cycles.